# Des maisons, pas des prisons
Pour les articles homonymes, voir HNJ.
 (juillet 2024).
Le contenu est difficilement compréhensible vu les erreurs de traduction, qui sont peut-être dues à l'utilisation d'un logiciel de traduction automatique.
Homes Not Jails est une organisation américaine affiliée au San Francisco Tenants Union. Elle se décrit comme une organisation entièrement bénévole engagée dans le logement des personnes sans abri par une action directe. Le groupe a été formé en 1992. Homes Not Jails mène des actions publiques ainsi que du plaidoyer législatif et du squattage (occupation gratuite de bâtiments vides). Les groupes Homes Not Jails effectuent des « prises de contrôle de logements », des actes de désobéissance civile dans lesquels des bâtiments vacants sont publiquement occupés, pour démontrer la disponibilité de propriétés vacantes et plaider pour qu'elles soient utilisées à des fins de logement. Le groupe a réalisé de nombreuses activités de ce type. Homes Not Jails a également réalisé et aidé des centaines de squats « secrets » dans lesquels des bâtiments vacants sont cambriolés afin que les personnes ayant besoin d'un logement puissent y emménager.

## Histoire
Homes Not Jails a vu le jour en 1992  dans la vague de groupes militants pour les sans-abri qui ont vu le jour à l'échelle nationale après la récession économique des années 1980. En plus de la défense traditionnelle des sans-abri, Homes Not Jails a utilisé le squat comme tactique depuis sa première prise de contrôle publique. Le groupe a débuté à l'automne 1992 avec la reprise d'un immeuble situé au 90 Golden Gate Avenue dans le quartier de Tenderloin . Le jour de Thanksgiving, peu de temps après cette première occupation, le groupe a organisé un rassemblement et a marché vers un autre bâtiment au 250 Taylor Street et l'a occupé publiquement. Il y avait à l'origine une trentaine de membres. Homes Not Jails a bénéficié d'une large couverture médiatique sur son plaidoyer en faveur du logement abordable, son hébergement secret de personnes dans des bâtiments vacants et sa protection des bâtiments destinés à la démolition.
La superviseure de San Francisco , Angela Alioto, a introduit en 2004 une législation parrainée par Homes Not Jails qui permettrait à la ville de saisir des bâtiments abandonnés et de les céder à des groupes de logement à but non lucratif ; ceux-ci pourraient employer des sans-abri pour les réparer et y vivre.

## Équité de sueur
L’équité en matière de sueur est la pierre angulaire de la philosophie Homes Not Jails. Il est formulé pour résoudre le problème selon lequel la plupart des logements abordables sont inabordables pour les personnes sans revenu ou pour les personnes bénéficiant de l'assistance générale, d'un revenu de sécurité supplémentaire ou de l'aide aux familles avec enfants à charge.

## Accroupi en cachette
Homes Not Jails s'appuie sur des listes d'adresses fournies par des sympathisants et des équipes de recherche. Au moins une équipe de recherche par semaine est organisée depuis 1992. Lors d'une recherche donnée, les équipes ouvrent entre un et une demi-douzaine de bâtiments vacants. De 1994 à 1999, plus de 250 équipes de recherche ont ouvert entre 700 et 800 bâtiments.

## Voir également
- Club démocratique LGBT Harvey Milk
- Village d’Umoja